# جون هدسون (مؤرخ)
جون هدسون (بالإنجليزية: John Hudson)‏ هو مؤرخ بريطاني، ولد في 7 مايو 1962.